# Calvatiopsis bovistoides
Calvatiopsis bovistoides är en svampart som beskrevs av Hollós 1929. Calvatiopsis bovistoides ingår i släktet Calvatiopsis och familjen Agaricaceae.   Inga underarter finns listade i Catalogue of Life.